# 火繼宗
火繼宗（？—？），清朝政治人物。
乾隆四十五年，接替舒元灝。擔任江蘇荆溪縣知縣攝任。后由黄玉瑚接任。